# Junkers Jumo 210
A Junkers Jumo 210 az egyik legnagyobb számban gyártott német repülőgépmotor volt a 20. század 30-as éveiben. A típus egy fordított-V (függő-V) hengerelrendezésű repülőgépmotor volt. A legnagyobb teljesítményű G verzió 730 lóerős volt.

## Jellemzők
A típus 12 hengeres fordított-V motor volt. A hengerek furata 124 mm, lökethossza 136 mm volt, ami révén a 12 henger összesített lökettérfogata 19,7 liter volt. A típus a maximális teljesítményt 2700/perc fordulatszámon adta le. A típus feltöltését kétsebességes mechanikus-feltöltő biztosította.
A típus különlegessége abban állt, hogy a keverékképzéshez közvetlen-befecskendezést alkalmaztak. Ezt a G verzión alkalmazták és egyszerre növelte a teljesítményt és csökkentette az üzemanyag-fogyasztást. Ez után a német katonai repülőgépmotorok befecskendezésesek lettek, ami a karburátort váltotta ki.
A Junkers által gyártott repülőgépmotorok többségére a 30-as és a 40-es években jellemző volt, hogy 3-szelepesek voltak. A Junkers-motorok ennek megfelelően hengerenként 2 szívó- és egy-kipufogó-szeleppel rendelkeztek. Ez eltért a korban mérvadónak számító 4-szelepes Daimler-Benz és Rolls-Royce repülőgépmotorok gyakorlatától. Egy 3-szelepes motor tipikusan egyszerűbb, olcsóbb mint egy 4-szelepes, de a teljesítménye is kisebb. A két szívószelep viszont a kétszelepes motorokhoz képest jobb teljesítményt jelentett.

## A Junkers befecskendezési-rendszer
A Junkers a közvetlen-befecskendezést még a két világháború között kezdte a dízelmotorjain és azt a rendszert adoptálták később a benzin-üzemanyagú repülőgépmotorjaikra is. A dízelmotoroknál a rendszer még 100 bár nyomáson üzemelt, de a benzin-üzemű repülőgépmotoroknál a rendszer 50 bár nyomással fecskendezte be az üzemanyagot a motorba. A befecskendezés 76 fokos szögnél kezdődött. A Junkers-rendszer jellemzője volt, hogy képes volt magasabb fordulatszámon üzemelni.

## Alkalmazás
A típust számos repülőgép-típushoz alkalmazták a 30-as évek közepén. Többek között ez a típus volt a Messerschmitt 109-es első tömeggyártott verziójának, a B-nek a motorja.
Ugyan a típus a gyártás megkezdésekor, 1934-ben jónak számított, de akkoriban nagyon gyorsan fejlődött a technika, ami miatt a világháború kitörésére el is avult. Egyszerűen  1939-ben már nem volt az élmezőnyben. Ezért maga a Junkers cég is épített egy nagyobb motort, a 35 literes Jumo 211-est a korábbi típus kiváltására.